# Yatasi
Els yatasi (caddo: Yáttasih) eren una tribu d'amerindis dels Estats Units del nord-oest de Louisiana que formaven part de la confederació natchitoches de la Confederació Caddo. Actualment estan registrats com a membres de la tribu reconeguda federalment Nació Caddo d'Oklahoma.

## Història
Abans del contacte amb els europeus, els yatasi vivien a la zona sud de la moderna Shreveport.
En 1686 l'explorador francès Henry de Tonti visità els assentaments yatasi al riu Red. Van donar la benvinguda a l'expedició francesa, però no els proveïren de guies. En aquest moment, el yatasi lluitaven contra els Kadohadacho.
A començaments del segle xviii els chickasaws lluitaren contra els yatasi i en mataren un gran nombre. Amb el seu nombre reduït, es van unir als indis ouachita, doustioni i natchitoches en el dipòsit comercial Natchitoches.
Durant aquest temps el Yatasi negociar amb els francesos, i més tard amb els espanyols. El yatasi canviaven greix d'os i pells de bisons i cérvols per teles, flassades, eines de metall i armes, pintes, comptes de vidre, pedres, municions, tint vermelló, miralls i coure.
El 21 d'abril de 1770, l'agent francès de naixement de la Louisiana espanyola, Athanase De Mézières y Clugny (c. 1715–1779) va obsequiar al cap yatasi amb una medalla i regals del Rei d'Espanya. Aquell dia els kadohadacho i yatasi acordarwn permetre a Espanya la propietat de les seves terres i es van comprometre a no subministrar armes ni municions als comanxes, wichita, tawakoni, i kitsais.
Després que els Estats Units va assumir el control de Louisiana, el Dr John Sibley va esdevenir l'agent indi que va supervisar les relacions amb els yatasi i les tribus veïnes. Es va continuar participant en el comerç de pells d'ossos, cérvols, castors, llúdries i altres animals.

## Idioma
Els yatasi parlaven una llengua caddo i eren culturalment similars als grups dels voltants, com els adais.

## Sinonímia
"Yáttasih" és un terme kadohadacho que vol dir, "aquells altres pobles." També foren anomenats Yataché, Natasse, Yatache, Yattasses. Nada i Choye podrien ser dos grups addicionals yatasi.